# Порадув (Малопольское воеводство)
Пора́дув (пол. Poradów) — село в Польше в сельской гмине Мехув Мехувского повята Малопольского воеводства.
Село располагается в 3 км от административного центра повята города Мехув и в 32 км от административного центра воеводства города Краков.
Население 170 человек (2006 год).

## История
Село образовалось в первой половине XIX века. От этого времени в селе сохранилось несколько зданий, самое старое из которых датируется 1838 годом. На рубеже XIX и XX века Казимеж Саский построил в селе усадьбу, в которой часто гостил польский писатель Стефан Жеромский. В этой усадьбе Стефан Жеромский написал своё сочинение «Верная река». После Второй мировой войны усадьба постепенно пришла в ветхое состояние и в 1994 году была полностью разобрана. В настоящего время от усадьы осталось несколько хозяйственных построек и небольшой парк.
В 1975—1998 годах входило в состав Келецкого воеводства, административным центром которого являлся город Кельце (село находилось на территориях находящихся рядом с территориями административно подчинённых Кракову). С 1999 входит в Малопольское воеводство (столица Краков).

## Известные жители и уроженцы
- Казимеж Вуйцик (род 1953) — польский политик, депутат польского Сейма IV созыва.

## Галерея

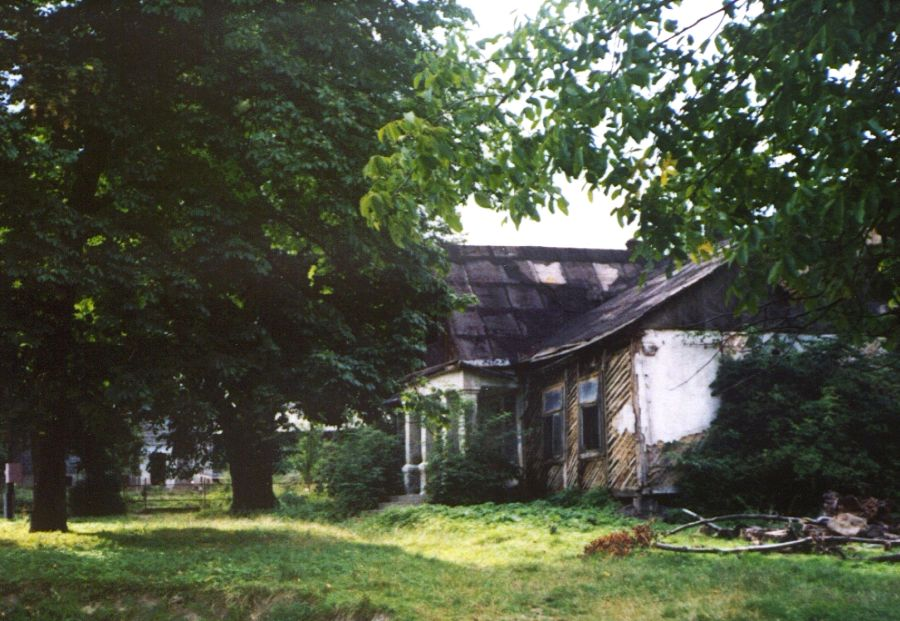
Остатки усадьбы
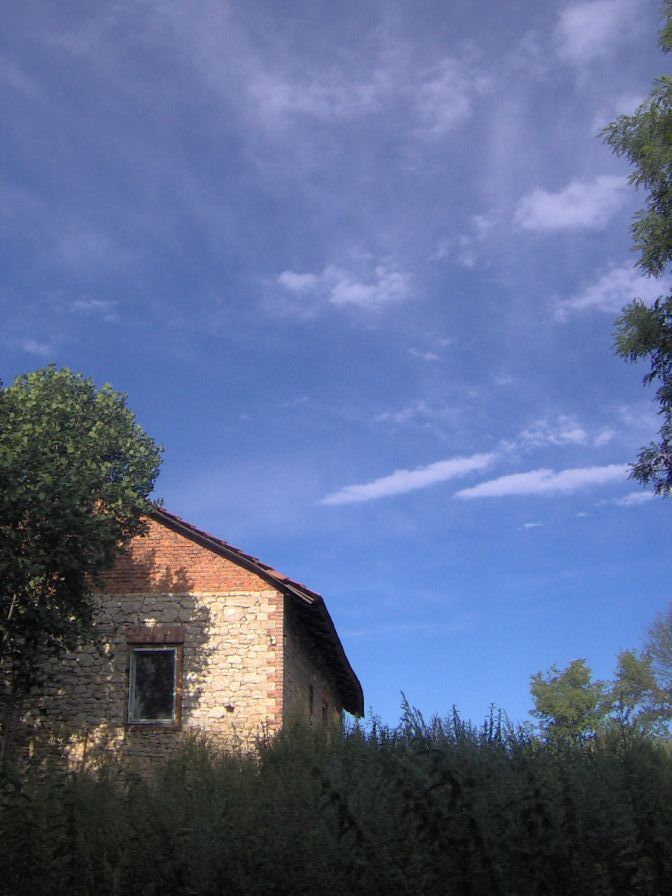
Здание второй половины XIX века